# Pfarrkirche Radlbrunn

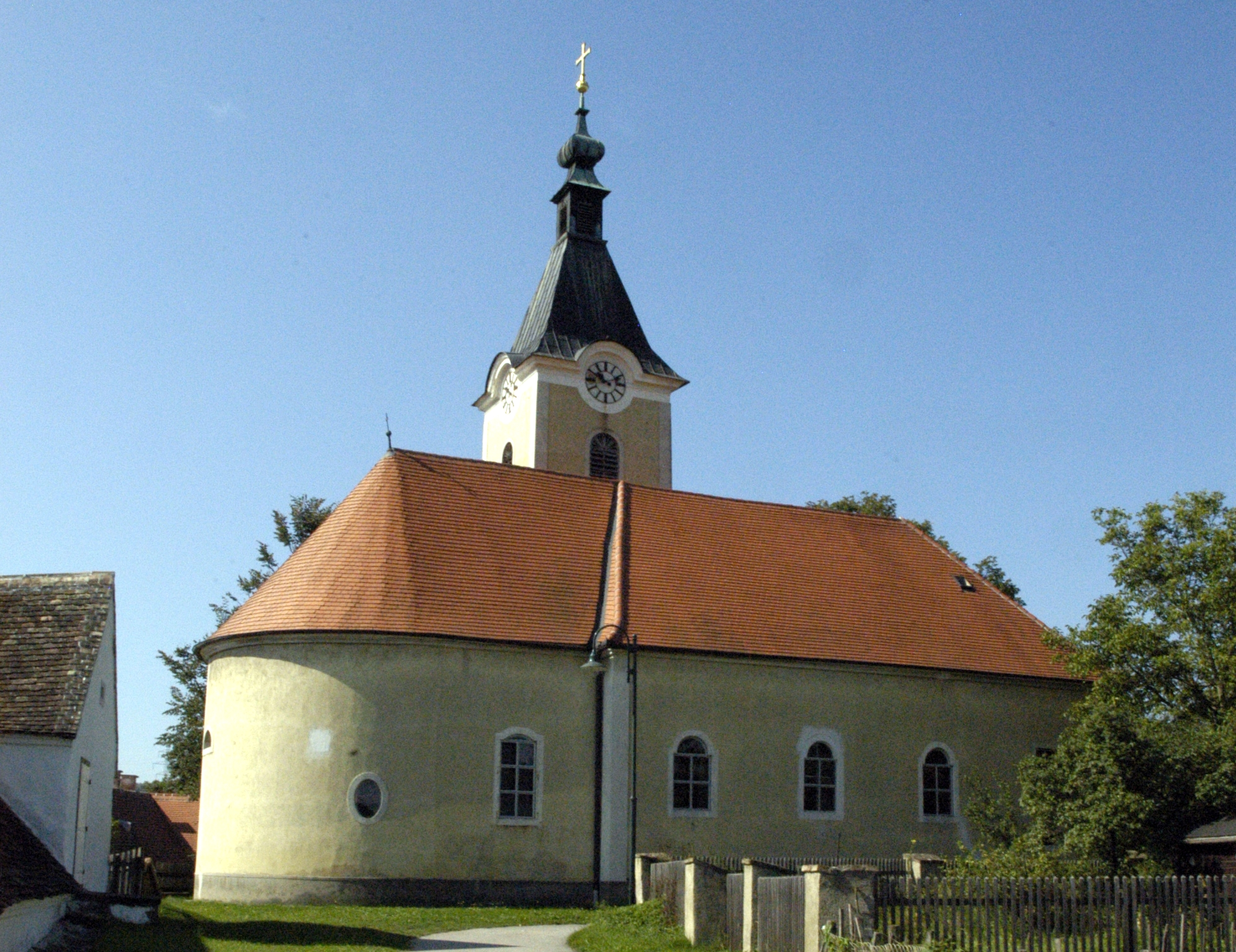
Katholische Pfarrkirche hl. Johannes der Täufer in Radlbrunn

Die römisch-katholische Pfarrkirche Radlbrunn steht in der Ortschaft Radlbrunn in der Marktgemeinde Ziersdorf im Bezirk Hollabrunn in Niederösterreich. Die dem Patrozinium hl. Johannes der Täufer unterstellte Pfarrkirche gehört zum Dekanat Großweikersdorf im Vikariat Unter dem Manhartsberg der Erzdiözese Wien. Die Kirche steht unter Denkmalschutz (Listeneintrag).

## Geschichte
Die Pfarre wurde bei der Gründung 1783 dem Stift Lilienfeld inkorporiert.
Der Turm hat Schlitzfenster vom gotischen Kern. Die heutige Kirche entstand wohl im 17. Jahrhundert, weitere Erneuerungen erfolgten 1754, 1763 und 1816.
Die Pfarre wird von Zisterziensern des Stifts Lilienfeld betreut.

## Architektur
Die barocke Saalkirche mit einem Südturm hat ein vierjochiges Langhaus und einen leicht eingezogenen einjochigen mit einer Apsis schließenden Chor mit kämpferartig abgesetzten Rund- und Segmentbogenfenstern und einen barocken Portalvorbau. Der im Kern gotische Südturm steht am Chor. Er hat barocke Rundbogenschallfenster und Uhrengiebel und trägt einen Pyramidenhelm. Die westlich angebaute barocke Sakristei zeigt das Wappen Lilienfeld.
Das breitgelagerte Langhaus ist mit einem gedrückten Tonnengewölbe mit Stichkappen über Gurten auf Pilastern und Wandpfeilervorlagen überwölbt. Die platzlunterwölbte Orgelempore ruht auf Pfeilerarkaden aus dem 18. Jahrhundert. Der Chor hat ein Platzlgewölbe. Triumphbogen und Apsis sind mit 1763 datiert. Die Sakristei im Turmerdgeschoß hat ein spätgotisches abgefastes Kreuzrippengewölbe und im barocken Zubau ein Platzlgewölbe.
Die Glasmalereien mit den Heiligen Leopold, Theresia und Josef entstanden 1889/1890.

## Ausstattung
Die Einrichtung entstand 1888. Der Hochaltar mit einer klassizistischen Ädikula zeigt das Altarblatt Taufe Christi und ist flankiert von den Figuren der Heiligen Peter und Paul. Der Seitenaltar als neubarocke Säulenädikula wurde später zu einer Lourdes-Grotte umgewandelt. Kanzel und Orgel entstanden um 1880.
Der Taufstein aus der zweiten Hälfte des 17. Jahrhunderts hat ein geriffeltes Becken auf einem Balusterfuß. Die Kreuzwegbilder aus der zweiten Hälfte des 18. Jahrhunderts sind in der Art von Martin Johann Schmidt.